# Horst Stechbarth
Horst Stechbarth, né le 13 avril 1925 à Tzschechelen et mort le 8 juin 2016 dans la municipalité de Schwielowsee, est un général est-allemand, qui fut de 1972 à 1989 vice-ministre de la Défense nationale au Conseil des ministres de la RDA et chef de l'Armée de terre.

## Biographie
Fils d'agriculteur, il naît à Tzschecheln, district de Sorau, et est ouvrier agricole de 1939 à 1943. Il est enrôlé dans le service du travail du Reich en 1943 et est candidat au NSDAP dont il devient membre en 1943. Il sert de 1943 à 1945 comme Panzergrenadier dans la 3e Panzerdivision puis tombe en captivité chez les Soviétiques comme sous-officier de 1945 à 1948. Après sa libération, il redevient ouvrier agricole.
le 1er mars 1949, il rejoint les casernes du Département principal de la police des frontières et des Réserves (HA GP/B) de l'Administration allemande de l'intérieur (DVdI). La même année, il devient membre de la FDJ et en 1951, membre du SED. Il gravit les échelons de chef de groupe à commandant de la Kasernierte Volkspolizei à Eggesin. De 1954 à 1955 il est élève officier au collège des officiers, puis adjoint puis commandant de la 1. Mot.Schützen-Division (de) à Potsdam. De 1959 à 1961, il étudie à l'Académie d'état-major de l'URSS. De 1964 à 1967, il est Major général et chef du district militaire V (Neubrandenbourg) de l'armée de terre. Après sa promotion au grade de lieutenant général en 1970, il est de 1972 à 1989 vice-ministre et chef du commandement des forces terrestres de la Nationale Volksarmee. A l'occasion du 20e anniversaire de la NVA, il est promu Generaloberst en mars 1976. De 1976 à 1989, il est  membre du Comité central du SED.

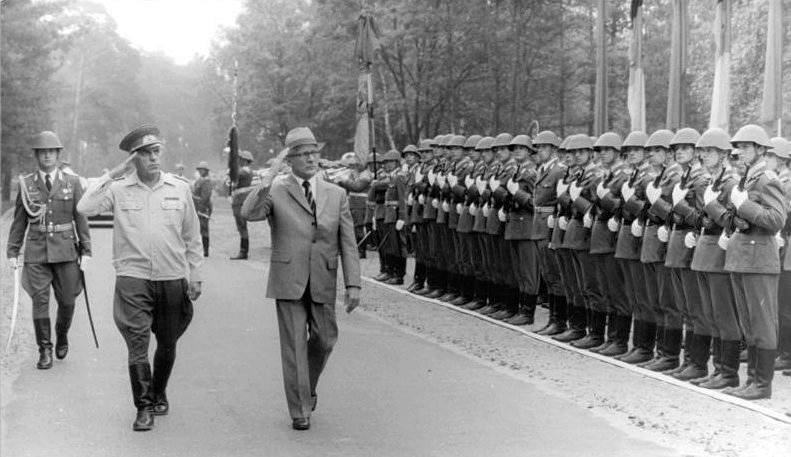
Horst Stechbarth et Erich Honecker lors d'une visite aux troupes des forces terrestres de la Nationale Volksarmee, 1984.
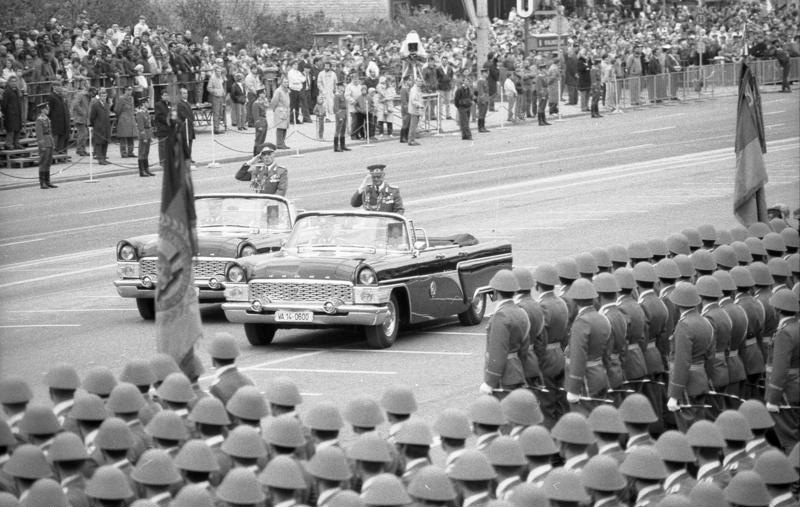
Les généraux Stechbarth (à gauche) et Keßler (à droite) dans leurs limousines de parade GAZ Tchaïka lors du défilé militaire du 39e anniversaire de la RDA en 1988.

Le 31 décembre 1989, Horst Stechbarth prend sa retraite, tout comme Wolfgang Reinhold et Horst Brünner.
En tant que chef des forces terrestres, il commande le défilé d'honneur annuel sur la Karl-Marx-Allee à Berlin à l'occasion du jour de la République jusqu'en octobre 1989.
Il meurt le 8 juin 2016 à Schwielowsee dans le Brandebourg. Sa tombe est dans le Cimetière de Stahnsdorf.

## Distinctions
- 1969 : Ordre du mérite patriotique en argent
- 1976 : Ordre patriotique du mérite en or
- 1979 : Médaille de membre de la Nationale Volksarmee
- 1981 : Ordre de Scharnhorst
- 1984 : Ordre de Karl-Marx

## Publications
- Horst Stechbarth: Soldat im Osten. Erinnerungen und Erlebnisse aus fünf Jahrzehnten. Edition Stadt und Buch, Hüllhorst 2006,  (ISBN 3-92062-110-7).